# Torre San Giorgio
Torre San Giorgio (piemontiul: La Tor ëd San Giòrs) település Olaszországban, Piemont régióban, Cuneo megyében. Lakosainak száma 719 fő (2023. január 1.). Torre San Giorgio Moretta, Saluzzo, Scarnafigi és Villanova Solaro községekkel határos.

## Népesség
A település lakossága az elmúlt években az alábbi módon változott:
| Lakosok száma | 732  | 725  | 719  |
|               | 2017 | 2018 | 2023 |